# أولادزيمير بارفيانوفيتش
أولادزيمير بارفيانوفيتش (الروسية: Парфенович, Владимир Владимирович) (Uladzimir Parfianovich) هو لاعب أولمبي لرياضة كانو-كاياك من الاتحاد السوفييتي. شارك في الأولمبياد الصيفي في 1980، وفاز بما مجموعه 3 ميداليات.

## الميداليات
| ذهب | فضة | برونز | المجموع |
| 3   | 0   | 0     | 3       |

## روابط خارجية
- أولادزيمير بارفيانوفيتش على موقع اللجنة الأولمبية الدولية (الإنجليزية)
- أولادزيمير بارفيانوفيتش على موقع أوليمبيديا (الإنجليزية)